# ジョージ・ヴェーン＝テンペスト (第5代ロンドンデリー侯爵)

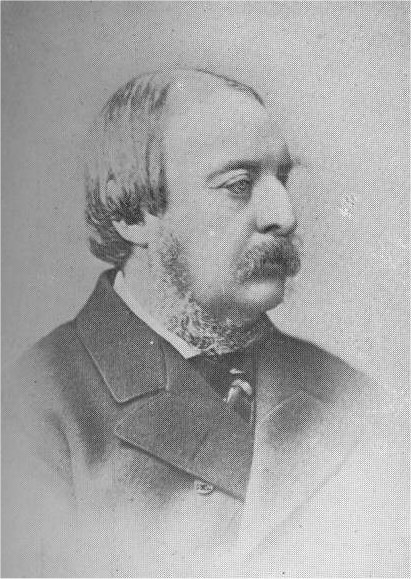
第5代ロンドンデリー侯爵

第5代ロンドンデリー侯爵ジョージ・ヘンリー・ロバート・チャールズ・ウィリアム・ヴェーン＝テンペスト（George Henry Robert Charles William Vane-Tempest, 5th Marquess of Londonderry KP、1821年4月26日 – 1884年11月5日）は、イギリスの貴族、保守党の政治家。庶民院議員、ダラム統監を務めた。出生時点の苗字はヴェーン（Vane）で、1823年から1854年までシーハム子爵の儀礼称号を使用した。
領地の面積が50,323エーカーだったが、年収換算では100,118ポンドであり、これは10万エーカー以上の大領地の所有者の多くを超える金額だった。

## 生涯

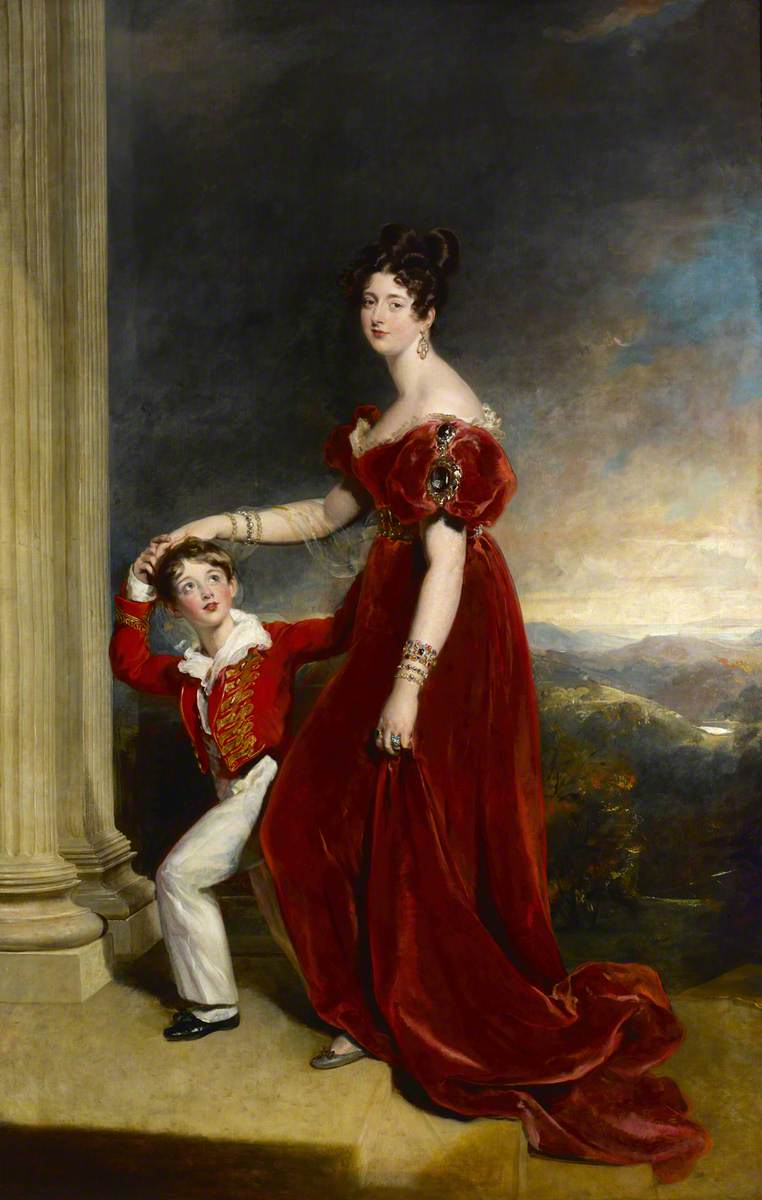
ジョージと母フランシス・アン・エミリー。トーマス・ローレンス画、1828年。

第3代ロンドンデリー侯爵チャールズ・ヴェーンと2人目の妻フランシス・アン・エミリー（1800年1月17日 – 1865年1月20日、第2代準男爵サー・ヘンリー・ヴェイン＝テンペストの娘）の息子として、1821年4月26日にウィーンで生まれた。1832年から1834年ごろまでイートン・カレッジで教育を受けた後、1839年6月14日にオックスフォード大学ベリオール・カレッジに入学した。
1845年2月7日に陸軍中尉への辞令を購入してライフ・ガーズ第1連隊に配属された後、1848年5月に陸軍から引退した。その後、ダラム州民兵隊の少佐を経て、1853年5月6日にノース・ダラム民兵連隊の中佐（副隊長）および指揮官に任命された。1852年2月、モンゴメリーシャーの副統監に任命された。
1847年イギリス総選挙で保守党候補としてノース・ダラム選挙区から出馬、無投票で庶民院議員に当選した。1852年イギリス総選挙においても無投票で再選した。
1854年3月6日に父が死去すると、ロンドンデリー侯爵位は異母兄フレデリック・ウィリアム・ロバートが継承したが、従属爵位であるヴェーン伯爵位は特別残余権（special remainder）の規定に基づきジョージが継承した。同年6月28日、女王の認可状を得て苗字を母の旧姓であるヴェーン＝テンペストに変えた。
1867年にオックスフォード大学よりM.A.の学位を授与された。同年7月28日にツァールスコエ・セローでイギリス代表としてロシア皇帝アレクサンドル2世にガーター勲章を授与する役割を果たし、ロシアより聖アレクサンドル・ネフスキー勲章大十字を授与された。

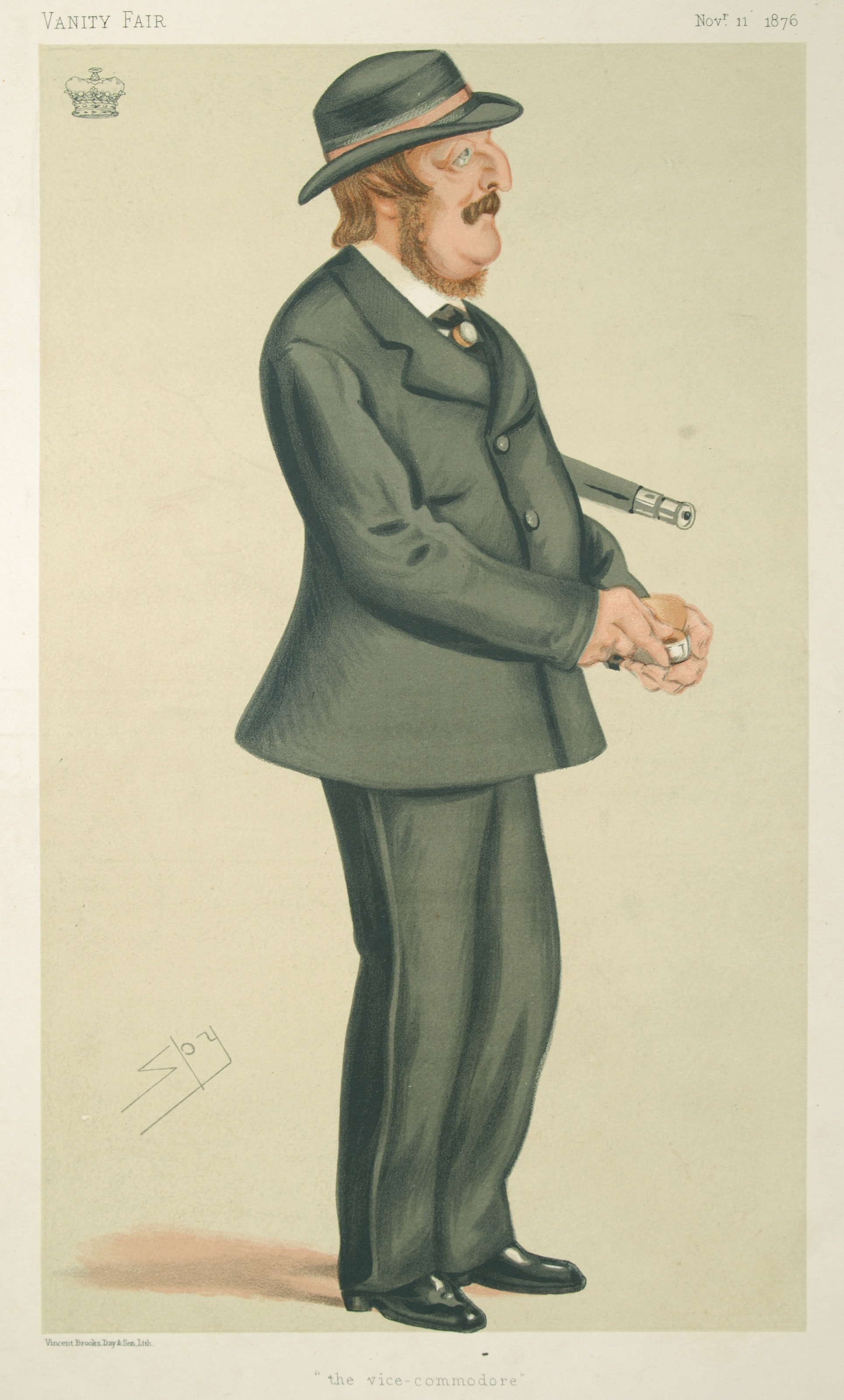
『バニティ・フェア』1876年11月11日号におけるカリカチュア、レスリー・ウォード画。

1872年11月25日に異母兄が死去すると、ロンドンデリー侯爵位を継承した。1874年8月31日に聖パトリック勲章を授与された。
1883年時点でダラム州に12,823エーカー、モンゴメリーシャーに7,399エーカー、メリオネスシャーに2,685エーカー、ダウン県に23,554エーカー、ロンドンデリー県に2,189エーカー、ドニゴール県に1,673エーカーの土地を所有し、合計で年収100,118ポンドに相当した。これは10万エーカー以上の大領地の所有者の多くを超える金額だった。1880年1月15日から1884年に死去するまでダラム統監を務めた。
1884年11月5日にモンゴメリーシャーのプラス・マハンレスで病死、マハンレスで埋葬された。息子チャールズ・ステュアートが爵位を継承した。

## 家族
1846年8月3日、メアリー・コーネリア・エドワーズ（Mary Cornelia Edwards、1906年9月19日没、初代準男爵サー・ジョン・エドワーズの娘）と結婚、3男3女をもうけた。
- フランシス・コーネリア・ハリエット・エミリー（1850年9月19日 – 1872年3月3日[11]）
- チャールズ・ステュアート（英語版）（1852年7月16日 – 1915年2月8日） - 第6代ロンドンデリー侯爵[1]
- ヘンリー・ジョン（1854年7月1日 – 1905年1月28日） - 生涯未婚[12]
- アヴァリナ・メアリー（Avarina Mary、1857年7月15日 – 1873年6月26日[11]）
- ハーバート・ライオネル・ヘンリー（英語版）（1862年7月6日 – 1921年1月26日） - アバーミュール列車衝突事故（英語版）で死亡[12]
- アレクサンドリナ・ルイーザ・モード（1863年11月8日 – 1945年7月31日[13]） - 1889年11月12日、初代アレンデイル子爵ウェントワース・ボーモント（英語版）と結婚、子供あり[12]